# Penagos
Penagos is een gemeente in de Spaanse provincie Cantabrië in de regio Cantabrië met een oppervlakte van 32 km². Penagos telt 2.060 inwoners (1 januari 2016).

## Kernen
De gemeente bestaat uit de kernen:
- Arenal
- Cabárceno
- Llanos
- Penagos (hoofdplaats)
- Sobarzo

## Demografische ontwikkeling
Bron: INE; 1857-2011: volkstellingen